# Odontocera nigrovittata
Odontocera nigrovittata är en skalbaggsart som beskrevs av Tavakilian och Peñaherrera 2003. Odontocera nigrovittata ingår i släktet Odontocera och familjen långhorningar. Inga underarter finns listade i Catalogue of Life.